# セフトン・デルマー

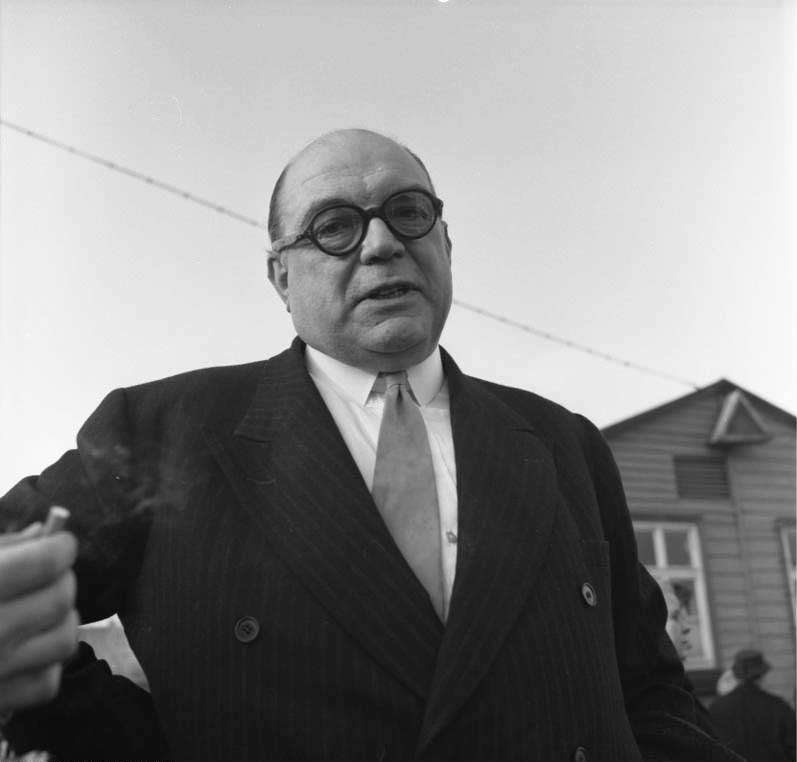
ソ連から帰還したドイツの科学者達が一時収容されていた難民キャンプで取材するデルマー（フリートラント、1958年）。

デニス・セフトン・デルマー（Denis Sefton Delmer, 1904年5月24日 - 1979年9月4日）は、イギリス人のジャーナリスト。
ドイツ、ベルリン生まれ、イングランド・エセックス、ラマーシュ没。
イギリス政府のプロパガンディストとして有名である。ドイツ語が流暢であった彼はエルンスト・レームと懇意になり、1930年代にレームを通じアドルフ・ヒトラーとのインタビューに成功した。第二次世界大戦中、彼はイングランドからラジオ放送を用いてヒトラーを敵視するブラック・プロパガンダを大々的に展開した。

## 誕生から青年期
デニス・セフトン・デルマー、俗に「トム」という名で知られる彼はドイツ・ベルリンに生を受けた。しかし両親によりイギリス領事館にてイギリス国籍を取得している。彼の両親は共にオーストラリア出身である。タスマニア州・ホバート生まれの父フレデリック・セフトン・デルマー（Frederick Sefton Delmer）はベルリン大学の英文学の教授であり、ドイツの複数の学校で使われる標準教科書の著者でもあった。第一次世界大戦が勃発した時、フレデリックはドイツの敵国人としてルーレーベン捕虜収容所に抑留されていた。1917年、イギリス政府・ドイツ政府間での捕虜交換が決まり、一家はイングランドに送還された。
デニスはベルリンのフリードリヒヴェルダー・ギムナジウム（"Friedrichwerdersches Gymnasium"）にまで進学し、イギリスに渡った後はロンドンのセント・ポールズ・スクール、そしてオックスフォード大学・リンカーン・カレッジにて教育を受けた。彼はカレッジの現代語学（"modern languages", モダン・ランゲージズ）にて次席の成績を得ている。彼は5歳まではドイツ語のみ話すように育てられ、そのためか1939年になっても彼の話す英語のアクセントにはまだ若干の癖が残っていた。

## 職歴と戦時中の功績

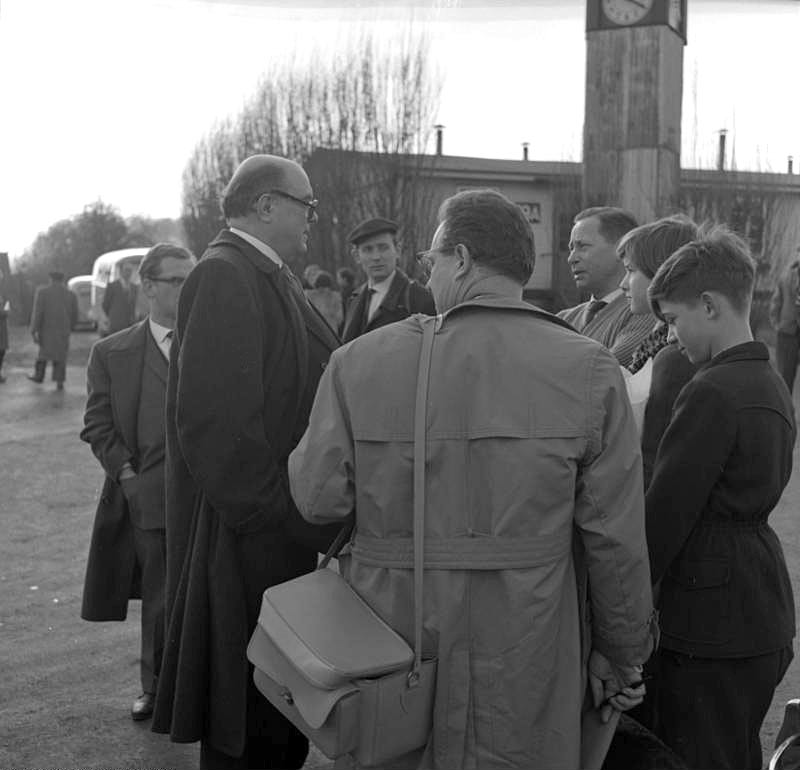
1958年

歴史学の学位を得て大学を卒業した後、彼はフリーランスのジャーナリストとして働き始め、その後1928年にデイリー・エクスプレスが新たに開設したベルリン支局に支局長として採用された。ドイツ在住の間、彼はエルンスト・レームと親しくなり、その後レームの取り次ぎによりイギリスのジャーナリストとして初めてアドルフ・ヒトラーのインタビューに成功した。1931年にはデルマーはヒトラーから一通の手紙をもらっており、この中でヒトラーは、「ドイツとイギリスは真の友好関係を築くべきだ」という持論を述べていた（後にこの手紙は2010年3月にオークションに掛けられている）。1932年、ドイツの総選挙が行われ、デルマーはヒトラーの個人用飛行機にてヒトラーと共に遊説の旅に出た。またヒトラーが国会議事堂放火事件後の視察に訪れた際にも同行した。デルマーはドイツ滞在中のこの間ナチのシンパと化したと非難されており、一時イギリス政府は彼がナチ党の御先棒を担いでいると考えていた。その一方で、ナチの複数の指導者の方はデルマーをMI6（SIS）の諜報員だと確信していた。しかもナチの指導者達は彼を単なる諜報員ではなくその中でも重要な部類に入る者だと考えており、彼があらゆる人との関わりを避けたことによりその疑惑は強くなった。
1933年、デルマーはデイリー・エクスプレスのパリ支局長に異動させられた。1935年、デルマーはイザベル・ニコルズ（Isabel Nichols）と結婚した（後に離婚し、彼女はコンスタント・ランバートと再婚、さらにランバート没後の1955年にアラン・ロースソーンと3度目の再婚をしている）。第二次世界大戦中は彼女はデルマーの仕事を手伝いブラック・プロパガンダ活動に協力している。デルマーは1936年のスペイン内戦に従軍記者として派遣されており、共和派と民族派双方と会見している。また1939年9月のドイツ国防軍によるポーランド侵攻や1940年のドイツ軍の西部進撃といったヨーロッパの大事件も報じている。
デルマーは1939年3月、イギリスの通商代表部（British Trade Delegation）がソ連との交渉に向かう際に同行したが、乗り込んだモスクワ行きの列車で当時タイムズ社の代理で同じく取材のためソ連に向かっていたイアン・フレミングと出会っている。のちに両者は共に情報機関に与することとなる。
その後デルマーはイギリスへ帰国しBBCのドイツ語部門のアナウンサーとして一時働くことになる。ある日、ヒトラーがドイツ国会（クロルオーパー）で講和を申し出る演説をラジオ放送していた。デルマーはこれにすぐさま反応し、イギリス国民に向かって、「我々はただちにあなた（ヒトラー）にこういう言葉を返そう、それは全く縁起でもない嘘だ、と。」（"We hurl it right back at you, right in your evil smelling teeth."）というフレーズを電波に乗せている。彼の喫緊かつ独断での拒否反応はドイツに大きな衝撃をもたらし、対してゲッベルスはこの事件をイギリス政府の差し金に違いないと結論付けた。このレスポンスの成功は、仮にその許可を時間を掛けて一々取っていれば上手くいかなかったであろう程の大きなインパクトをもたらしたことに疑う余地は無かった。イギリス政府は結果が望ましいものであったため仰天したが、政府の代弁者として意向に沿った発言を彼が今後繰り返すかどうかは分かり兼ねていた。
1940年9月、デルマーは政治戦争執行部（"Political Warfare Executive", PWE）の職員に採用されナチス・ドイツに対するブラック・プロパガンダ放送を計画するよう命ぜられた。上司のレナード・シンクレア・イングラムズ（Leonard St Clair Ingrams, 1900-1953）はイギリス外務省の「政治情報部門」（"Political Intelligence Department"）での職務のためデルマーの身辺調査（セキュリティ・クリアランス）を行っている。現在ではミルトン・キーンズ内のタウンにある、ウェーブンドンのとある塔が本作戦の本拠地であった。ここは収録所であり、短波用送信所がゴウコットとポッツグローヴにあった。デルマーの参加によりプロパガンダ放送を運用するその他「研究部隊」（"Research Units"）も多く参加することとなった。
この作戦の狙いは、ラジオ放送を用いてヒトラーやナチの熱烈な支持者であることを装いつつもその裏でヒトラーの顔に泥を塗ることであった。デルマーが行ったプロパガンダ活動のうち、初めてかつ最も大きな成功を収めたものは短波局「グスタフ・ジークフリート・アインス」（"Gustav Siegfried Eins", グスタフ・ジークフリート1号局）の開設である。これは部隊内では"G.3"と呼んでいた。
この放送局から流れるプロパガンダにおいては、「デア・シェフ」（"Der Chef", 「とあるお偉いさん」）というキャラクターが創り出された。この人物は筋金入りのナチであり、「飲んだくれユダヤじじいの扁平足野郎」（"flat-footed bastard of a drunk old Jew"）と呼ぶチャーチルと、ナチの革命を邪魔した売国奴の共産党員（Parteikommune）を徹底的に扱き下ろしていた。放送局の名前グスタフ・ジークフリート・アインスは短く"GS1"とも呼ばれたが、聴取者の心に、この放送局の名前は「秘密放送1号」（"Geheimsender 1"）はたまた「参謀本部1号」（"Generalstab 1"）ということを実は意味しているのではないか?という1つの疑問を残すこととなった（単にGSを表すドイツ陸軍のフォネーティッシェス・アルファベート（Phonetisches Alphabet）という説もある）。
"GS1"は1941年5月23日夕刻に第1回目の放送をオンエアした（奇しくも放送開始の丁度12日前にヘスの飛行機がスコットランドに不時着しており、放送でもそのことが触れられている）。デア・シェフを演じたのはベルリンのジャーナリストでイギリスに亡命したペーター・ゼックレマン（Peter Secklemann）である。チームのメンバーで彼のみが作戦本部であるベッドフォードシャーのアスプレー・ギーズにある目立たない赤煉瓦の家、通称「ザ・ルカリー」（"The Rookery", 「烏の巣」）に事前に到着していた。後にシェフをサポートする別の人物として、ジャーナリストのヨハネス・ラインホルツ（Johannes Reinholz）も加わった。
以前からブラック・プロパガンダを苦々しく思っていた労働党議員のスタッフォード・クリップスはデルマーの活動を（同党員のリチャード・クロスマンの干渉により）見つけるや否や、当時の外務大臣アンソニー・イーデンに告発するため次のフレーズを含む書簡を送った。「もしこれが戦争に勝つのに必要なものだとお考えならば私は寧ろ戦争に負けても良いと思います。」（"If this is the sort of thing that is needed to win the war, why, I'd rather lose it."）窮地に陥ったデルマーを救ったのは、本部長のロバート・ブルース・ロックハートであった。彼はドイツ人の加虐性を扇動するようなプロパガンダを流しこれを上手く利用する必要性を政府関係者に説いた。
GS1は延べ700回の放送を行った後、1943年10月に放送を終了した。その理由は新しいプロパガンダ放送局の開設に目途が立ったためである（後述の「ゾルダーテンゼンダー・カレー」）。最終回は、ゲシュタポ当局の襲撃を受けたかのように銃声が轟き、デア・シェフが逮捕、射殺されたことを仄めかしながらエンディングを迎えた（ただまずいことに、ドイツ語を理解していないレコード技師がデア・シェフの最期を2度流してしまったため、彼は2度死んだ）。
デルマーは他にもいくつかのプロパガンダ用放送局を設立した。そして彼は話の信憑性を高めるため中立国向けのドイツ関連の郵便に密かにゴシップを割り込ませるなど情報活動を注意深く行うことでその成功を得た。各情報機関におけるデルマーの信用度というのは、例えば海軍本部がドイツの潜水艦乗組員を標的に士気を下げるような速報を利用しようとした際に彼を探していたことからも推し量れる。海軍本部での業務のサポートのため、デルマーはクロウバラに建設されていた「アスピディストラ」（"Aspidistra", 「葉蘭」）というアメリカRCA製の出力500キロワットの送信施設を利用することが可能となった。これは既製の中波・短波用送信装置のうち出力が最大のものであり、SIS第8課が165,000ポンドで購入した。またアスピディストラの利用は1942年から開放されたが、PWE、BBC、王立空軍（RAF）との間での共有という形であった。このアスピディストラを用いてデルマーは新しい放送局、「大西洋のドイツ語短波放送局」（"Deutsche Kurzwellensender Atlantik"）を開設した。これはより一般には「大西洋放送局」（"Atlantiksender", アトランティークゼンダー）と呼ばれ、ドイツ国内では退廃的であるとして禁ぜられたジャズや、中立国スウェーデン経由もしくはRAFの諜報員（クーリエ）を通じて手に入れたドイツの新進気鋭なダンスミュージック、またドイツのインハウス・ダンスバンドの音楽を流した。特定個人に偏ったアナウンスにするため、ドイツ海軍に関する重要かつ詳細な規則をナチスに反感を持つ収容所の捕虜から手に入れ、ドイツの新聞や郵便物をふるいに掛け、海軍軍人の生年月日、結婚歴、叙勲歴などを優先的に調べ上げ、これら全てを放送に反映させた。この結果Uボートの乗組員をはじめとしてドイツの海軍軍人はアトランティークゼンダーが敵国の放送であると見当が付いていたものの、内容の心地良さに聞き入ってしまった者が多かった。女優のアグネス・バーネル（アニエス・ベルネール）はヴィッキー（Vicki）という名の魅惑的な女性を演じ、時折間に、ドイツの海軍軍人の士気を効果的に下げるニュース、Uボートの艦長を連合軍に投降させるよう信じ込ませるような数々の言葉を散りばめてアナウンスした。
「クリスタス・デア・ケーニヒ」（"Christus der König", 「王たるキリスト」）放送局（PWE内では"G.8"と呼称）はドイツ人の宗教的意識にはたらき掛けるプロパガンダを発信し、強制労働や収容所の恐怖を亡命したドイツ人牧師の口から語りかけるものであった。
GS1閉局後の1943年10月、「ゾルダーテンゼンダー・カレー」（"Soldatensender Calais", 「カレーの軍用放送局」）というデルマーが指揮するもう一つの秘密放送局が開設された（PWE内では"G.9"と呼称）。これはドイツ軍全体をターゲットにしたものである。クロウボロのアスピディストラから発信されたゾルダーテンゼンダー・カレーのプログラムには、様々な大衆音楽を駆使しつつ、戦争に関するプレス・カバレッジ（"Press coverage", 「短報」）、そして醜聞（"dirt"）を間に挟みこみドイツ軍の士気低下を狙った。デルマーのプロパガンダ・ストーリーには、広範囲に渡って語られた根拠の無い伝聞である「君たちドイツ軍人が異国で戦っている内に君たちの女房は今頃外国人労働者とベッドを共にしているぞ!」というような前線の兵士をサボタージュさせることを目的とした如何わしい物もあった。この放送は軍人の間だけではなく、ドイツの銃後にいる大衆の間でも人気を博した。
ヴァルキューレ作戦失敗後にイギリスに亡命し、BBCのドイツ語部門に勤務していたオットー・ヨーンもこのゾルダーテンゼンダー・カレーのプログラムに参加している。
デルマーは灰色宣伝的なドイツ語日刊紙の発行を指揮した。題号は「兵隊新聞」（"Nachrichten für die Truppe"）と言い1944年4月末から出回り始めた。この新聞記事の大部分はゾルダーテンゼンダー・カレーの放送内容を基にしている。兵隊新聞は連合国遠征軍最高司令部（SHAEF）のもとデルマーに委託されたチームが執筆し、アメリカ第8空軍の「特別ビラ撒き中隊」（"Special Leaflet Squadron"）が毎朝ドイツ、ベルギーそしてフランスの空からこの新聞を散布した。
戦闘がドイツ本土に迫るにつれて、反ナチを掲げる架空のレジスタンス運動や抵抗運動が存在するかのような印象を作り出すためにブラック・プロパガンダが数多く利用された。戦後ナチス幹部が自分達の所属組織も実はこのような架空の運動と同属なのだ（＝ナチスなど存在しなかった）と主張することと関連させて、デルマーはこの出来事を、のちに自身の回想録のタイトルにもなっている『ブラック・ブーメラン』（"Black Boomerang"）、すなわちプロパガンダによる弊害（説得のブーメラン効果）であると自己批判している。
欧州の戦いが終わりを迎えた頃、デルマーはあごひげを剃り（身形を整え）、同僚には自分達がやってきたことを一切口外しないようアドバイスした。その理由は、第一次世界大戦後にナチスが「ドイツ人は軍事的には負けなかった、卑劣極まりない遣り口に敗れたのだ!」と主張したことと似たような口実を与えないようにしたかったためである。
ドイツ降伏直後の1945年5月末日、デルマーはナチの政治家で憲法学者でもあったフリードリヒ・グリムにインタビューを行っている。インタビュー時にデルマーは自身はイギリスの大学教授であると身分を詐称し、この度の戦争の歴史的側面について話をしていた。しかしインタビュー中、突如デルマーは山のような死体が写った強制収容所の写真をグリムに見せた。グリムは初め驚いたが、彼は先の大戦でも相手の残虐非道な光景を見せ掛けるための偽装写真が出回ったことを述べ、さらにナチス・ドイツの崩壊が目前となってきた頃から外国の報道機関が頻繁にドイツの強制収容所の残虐さを強調するようになったことを知っており、報じられる収容所の死体の数が初め数百だったものが、たった6週間で10万になったと報道されたことを不審に思っていた。そしてデルマーの見せた写真はそれ以上に見えると述べた。これに驚いたデルマーは自分が大学教授ではないことを白状し、「私はあなたが話したことと関連する組織の中心にいたのです、そうこの残虐非道なプロパガンダの。そして我が国はこれを持ってして戦い抜いたのです。」と唐突にプロパガンダであることを暴露した。これに対しグリムは「知っていたさ。そんなことはやめるべきだ。」と問い詰めたが、デルマーは「いいえ。むしろこれからも続けますよ! 我々はこのような凶悪なプロパガンダを続けますし益々強化するでしょう、あなた方ドイツ人が誰からも相手にされなくなるまで、あなた方に対する他国の同情心が吹き飛ぶまで、そしてあなた方が混乱し、自分達のやっていることすら分からなくなるまで。」と反論した。デルマーの見せた写真が本当に偽造されたものであったかは不明であるが、このインタビューをホロコースト否認論者のウドー・ヴァレンディーが著書"The Methods of Reeducation"でグリムの著書から誤解の上引用しており、これがホロコーストが連合国のプロパガンダであった証拠である、と同書の中で主張している。

## 後年のキャリアと退職後

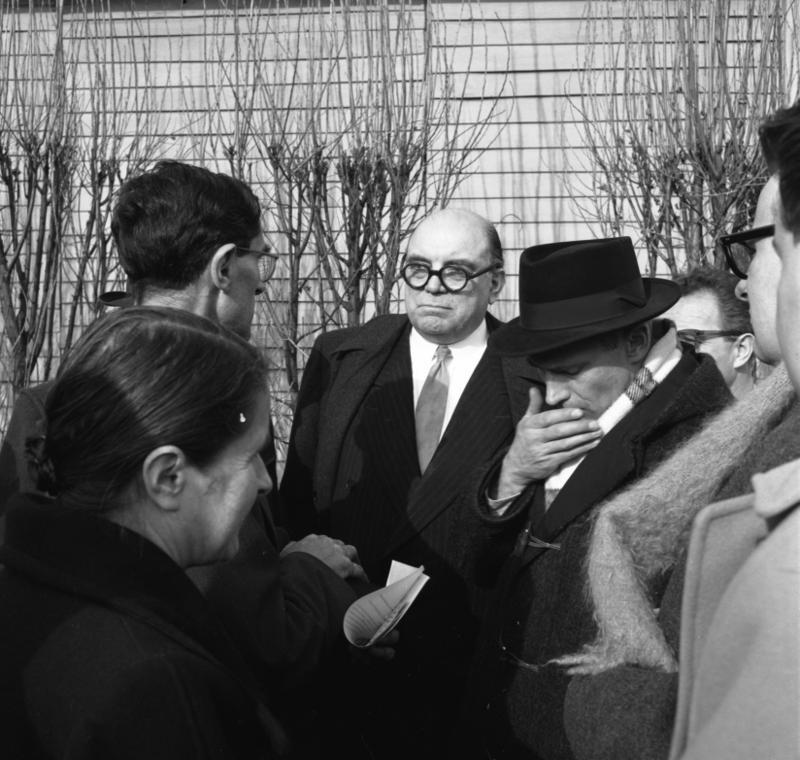
1958年

第二次世界大戦終結後、OBEが授けられたデルマーは再びデイリー・エクスプレスに戻り外務担当のチーフ記者となった。その後の15年間、同紙のほとんど全ての外信記事はデルマーの筆によるものである。彼の記事で特にセンセーショナルなものは、1952年3月17日に同紙で報じたもので、ラインハルト・ゲーレンがCIAから組織化を任されていたゲーレン機関 (Gehlen Organization) にナチの残党が数多くスカウトされていたというスクープである（記事の題名: "Hitler's General Now Spies for Dollars"）。しかしこういった同紙での活躍にもかかわらず1959年、給与上の問題から社主ビーヴァーブルック卿によりデルマーは解雇された。その後彼はエセックス州のリトル・サンプフォード近郊にあるヴィレッジ、ラマーシュに隠遁した。リトル･サンプフォードには前妻のイザベルと彼女の三番目の夫が共に住んでいた。
彼は2冊の自伝を執筆した。"Trail Sinister"（『邪悪な痕跡』、1961年）と"Black Boomerang"（『ブラック・ブーメラン』、1962年）がそれである。他に"Weimar Germany"（『ワイマール・ドイツ』、1972年）、"The Counterfeit Spy"（『食わせ者』、ISBN 9780091097004 1971年）など数多くの自著を持つ。
デヴィッド・ヘアーは1978年、ブラック･ブーメランを下敷きに第二次世界大戦中のイギリスのブラック･プロパガンダを描いた「リッキング・ヒトラー」（"Licking Hitler"）というBBCのテレビ劇を制作している。プロットの一部は、欺瞞放送が当局に見つかり放送員が射殺されるというもので、デルマーがまさに「デア・シェフ」のとどめを刺したのと同様の展開である。
デルマーは1962年6月には米軍に対する心理戦（PSYOP）のレクチャーのため、また1973年7月には第1心理戦大隊司令部（1st PSYOP Battalion Command）での講演のためフォートブラッグ基地（情報戦に長けた特殊部隊があることで有名）を訪れている。